# Nicolás Rodríguez Hermosino

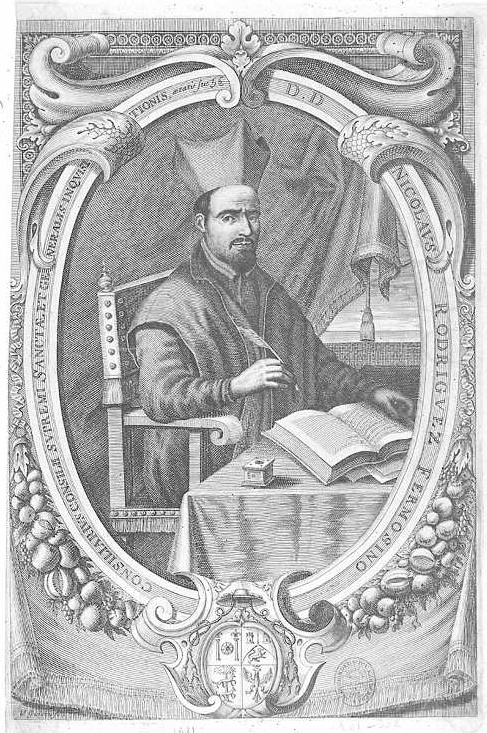
V. Guigou, Retrato de Nicolás Rodríguez Hermosino. Grabado calcográfico. Inscripción: D. D. Nicolavs Rodríguez Fermosino Consiliarivs Consilii Svpremi Sanctae et Generalis Inqvisitionis aetatis suae 56. Biblioteca Nacional de España

Nicolás Rodríguez Hermosino (Mota del Marqués, f. siglo XVI o p. siglo XVII - Astorga, 23 de enero de 1669), religioso y obispo español.
Estudió Leyes en el Colegio de San Millán de Salamanca y accedió así, en septiembre de 1639, a la dignidad de canónigo de la Catedral de Astorga. Cuatro años después, el 17 de septiembre de 1643, tomó posesión como canónigo penitenciario de Valladolid.
Dentro de la Inquisición, se desempeñó como fiscal, inquisidor, consejero y finalmente fiscal general de la Suprema. En agosto de 1652 el papa Alejandro VII lo designó obispo de Astorga y el 17 de septiembre fue ordenado como tal por el inquisidor general y obispo plasentino Diego de Arce y Reinoso.
Sus relaciones con el cabildo catedralicio fueron tensas; incluso excomulgó al deán porque este se negó a que el cabildo lo fuera a buscar a su palacio para acompañarlo a la catedral en ciertas festividades. Del mismo modo, pleiteó con sus canónigos por la designación de procuradores y receptores del Tribunal eclesiástico, nombramientos que realizaban por turno el obispo y el cabildo.
También mantuvo conflictos con el marqués de Villafranca del Bierzo y el abad de la Colegiata de esta población, por las injerencias de ambos en la jurisdicción eclesiástica del obispado.
Con más de una docena de obras escritas sobre las decretales, falleció el 23 de enero de 1669.

## Obras
- Tractatus XV (en latín). Lyon: Philippe Borde & Laurent Arnaud & Claude Rigaud. 1657.
- De iudiciis et foro competenti (en latín). Lyon: Philippe Borde & Laurent Arnaud & Claude Rigaud. 1657.